# Parafia św. Franciszka z Asyżu w Nysie
Parafia św. Franciszka z Asyżu w Nysie – rzymskokatolicka parafia położona w metropolii katowickiej, diecezji opolskiej, w dekanacie nyskim.

## Charakterystyka
Parafia św. Franciszka z Asyżu w Nysie obejmuje swoim zasięgiem północną część miasta z ulicami: Bramy Grodkowskiej (numery nieparzyste), Kadłubka, Karugi, Kmicica, Merkert, Orląt Lwowskich, Pawlik, Prądzyńskiego, Słowiańska (numery nieparzyste 17-47a i parzyste 10-20).
Jest jedną z najmłodszych parafii w dekanacie nyskim, która została założona 15 sierpnia 1997 r. przez ordynariusza opolskiego, abpa Alfonsa Nossola.